# Denver Rangers
Die Colorado/Denver Rangers waren ein US-amerikanisches Eishockeyfranchise der International Hockey League aus Denver, Colorado.  

## Geschichte
Die Indianapolis Checkers wurden 1987 von Indianapolis, Indiana, nach Denver, Colorado, umgesiedelt und in Colorado Rangers umbenannt. Den Namen erhielt die Mannschaft aufgrund ihrer Kooperation mit den New York Rangers aus der National Hockey League. Gleich in ihrer ersten Spielzeit konnte das Team die Playoffs erreichen und schied erst in der zweiten Runde aus. Zur Saison 1988/89 wurde der Name des Franchise in Denver Rangers geändert. Die Mannschaft aus Colorado erreichte zwar erneut die Playoffs, schied allerdings bereits in Runde 1 aus. Im Anschluss an diese Spielzeit wurde das Franchise nach Phoenix, Arizona, umgesiedelt, wo es fortan unter dem Namen Phoenix Roadrunners am Spielbetrieb der International Hockey League teilnahm.

## Saisonstatistik
Abkürzungen: GP = Spiele, W = Siege, L = Niederlagen, T = Unentschieden, OTL = Niederlagen nach Overtime SOL = Niederlagen nach Shootout, Pts = Punkte, GF = Erzielte Tore, GA = Gegentore, PIM = Strafminuten
| Saison  | GP | W  | L  | T | OTL | SOL | Pts | GF  | GA  | Platz    | Playoffs                        |
| 1987–88 | 82 | 44 | 35 | — | 3   | —   | 91  | 344 | 354 | 1., West | Niederlage in der zweiten Runde |
| 1988–89 | 82 | 33 | 42 | — | 7   | —   | 73  | 323 | 394 | 3., West | Niederlage in der ersten Runde  |

## Team-Rekorde

### Karriererekorde
Spiele: 143  Simon Wheeldon
Tore: 95  Simon Wheeldon
Assists: 110  Simon Wheeldon
Punkte: 205  Simon Wheeldon
Strafminuten: 322  Don Herczeg